# 카르탈라산

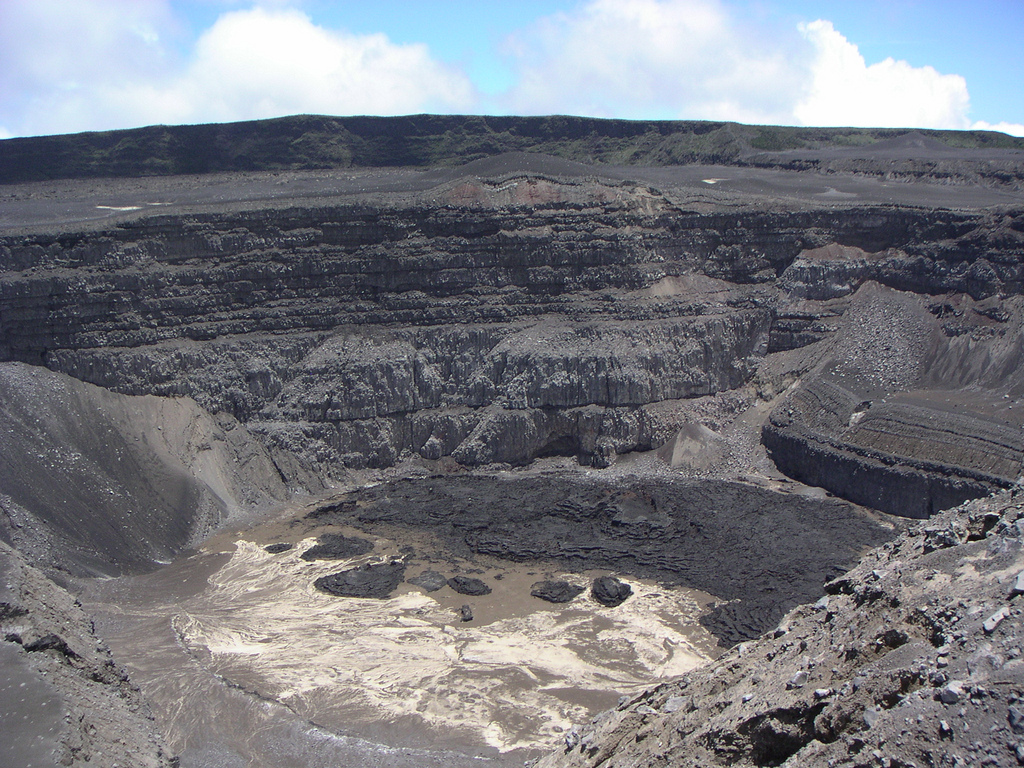

카르탈라산(영어:Karthala)은 코모로 제도의 그랑드코모르섬에 있는 화산으로 순상 화산이다. 이 화산은 2007년에 분화한 적이 있는 활화산으로, 화산 가스는 나오지 않으나 가끔 수증기가 나온다. 2005년에 화산이 분화해 수천 명의 사람들이 대피하였다. 2006년에는 용암을 분출하며 폭발했다.